# Jon Fosse
Jon Olav Fosse (Haugesund, 29. rujna 1959.) norveški je pjesnik, prozaik i dramatičar. Njegovo književno djelo prevedeno je na mnoge jezike. Dobitnik je Nobelove nagrade za književnost za 2023. godinu.
Rođen je u području Haugesunda u zapadnoj Norveškoj i ima jedinstvenu životnu priču i umjetničku karijeru. Iako je tamo rođen i povremeno živi na tom području, vežu ga i veze s Austrijom i posebnom rezidencijom u Oslu koju mu je dao norveški kralj. 
Jedna od ključnih točaka njegovoga životopisa je teška nesreća koju je doživio u djetinjstvu. U dobi od sedam godina bio je blizu smrti; Fosse je svjedočio kako je vidio svjetlucavo svjetlo i doživio mir i ljepotu. Fosse se prisjeća: „Mislim da me ovo iskustvo iz temelja promijenilo i možda učinilo piscem”. Ta traumatična iskustva iz djetinjstva duboko su utjecala na njegovu umjetničku djelatnost, oblikovala njegovu percepciju svijeta i inspirirala njegova djela. 
Što se tiče njegovoga književnoga rada, eksperimentirao je s različitim formatima pisanja, no najizražajniji je u žanru poznatom kao „spora proza”. Za njega je ovaj žanr suprotnost brzini i intenzitetu koje zahtijeva drama. Njegovo djelo „Novo ime: Septologija VI-VII”, najbolji je primjer ovakvog pristupa. Ovaj se roman sastoji od sedam knjiga, a nastajao je pet godina. U većini zemalja roman je objavljen u tri toma. 
Od umjetnika koji su utjecali na njegov rad ističe norveškog pisca Tarjeija Vesasa, austrijskog pjesnika Georga Trakla, Samuela Becketta, Franza Kafku, Knuta Hamsuna te Bibliju. Svi ovi pisci pridonijeli su oblikovanju njegova stila i tematskih usmjerenja. U svojoj bogatoj karijeri ovaj je umjetnik ostavio dubok trag u svijetu književnosti, istražujući kroz svoja djela duboke ljudske emocije i dileme, a njegova umjetnost cijenjena je diljem svijeta.
Fosse je bio član norveške Crkve, koju je napustio sa 16 godina. Zatim se priključio zajednici kvekera te se na kraju obratio na katoličanstvo.

### Novinski članci
- Vjera Jona Fossea: Je li novi nobelovac doista katolik?. Glas koncila. Pristupljeno 10. studenoga 2024.